# سقانفار علی‌آباد
سقانفار علی‌آباد مربوط به دوره قاجار است و در شهرستان بابلسر، بخش مرکزی، دهستان بابلرود، روستای علی‌آباد واقع شده و این اثر در تاریخ ۱۴ اسفند ۱۳۸۵ با شمارهٔ ثبت ۱۷۸۰۱ به‌عنوان یکی از آثار ملی ایران به ثبت رسیده است.